# ワン・モーメント・イン・タイム (マーベル・コミック)
「ワン・モーメント・イン・タイム」（"One Moment in Time"）は、2010年に『アメイジング・スパイダーマン』第638号から第641号で「ガントレット・アンド・グリムハント」の直後から続く形で展開された、スパイダーマンのストーリーラインである。原題の頭文字を繋げると「O.M.I.T.」となるが、ジョー・カザーダによるとこれは意図的なものである。このストーリーラインでは「ワン・モア・デイ」の終わりと「ブランニュー・デイ」の始まりの間にメイおばさんの命を救い、ピーター・パーカーメリー・ジェーン・ワトソンの結婚を無効にした際にメフィストが改変した歴史の詳細が語られる。

## ストーリーテリング
『アメイジング・スパイダーマン』第638号では回想と現在の出来事が合わせて語られる。回想は「ワン・モア・デイ」と『アメイジング・スパイダーマン・アニュアル』第21号からである。回想場面はオリジナルのコミックの当時のページの流用と新たなイラストを用いて描かれ、メフィストがどのように改変したかが描かれている。
『アメイジング・スパイダーマン』第639号での回想と現在の出来事が合わせて語られる。回想は「シビル・ウォー」と『アメイジング・スパイダーマン』第539-543号からであり、オリジナルのコミックから細かなコマが流用されている。
『アメイジング・スパイダーマン』第640号では改変された「バック・イン・ブラック」と「ワン・モア・デイ」、さらにそれらと並行して進んでいた出来事が語られた。

## プロット
メリー・ジェーン・ワトソンはメイおばさんの命と引き換えに結婚を無効にする取引には応じないピーターを自分が説得するので、取引後は彼に近づかないようにメフィストに囁く。メフィストはこの条件を飲み、実行に移す。そして現在、MJがピーターの部屋に現れる。2人は最近どのように振舞っていたかについて話し、そして友人関係に戻りたいと打ち明け合う。それから2人は結婚式を行うはずだった日に起きた出来事を回想する。スパイダーマンはエレクトロ率いるギャング団を止め、そのうちの1人のエディは逮捕された際に警察官の名前を覚える。その後、彼はパトカーに囚われていた際、車内に入った赤鳩がロックを解除した好機に逃亡する。その夜、パトロール中のスパイダーマンは銃声を聞き、エディが先程の警察官とその妻を襲っている所へ到着する。2人を救出した際、スパイダーマンはコンクリートブロックに頭をぶつける。さらにエディを追って捕まえた際、2人は建物から落下する。起き上がたエディは自分の命を守ったスパイダーマンを見逃し、その場から逃走する。そして翌朝、結婚式場でMJは待っているが、ピーターは未だ先程の路地に倒れている。
結婚式を欠席した後、ピーターはMJに理由を説明しようとするが、彼女はそれが犯罪との戦いであったことを理解しており、そして彼がスパイダーマンを辞めるならば結婚すると言う。ピーターが断るとMJは彼の部屋を出て行く。MJは叔母のアンナから再考するように言われた後、ピーターの元に戻り、そして2人によく似た娘が将来生まれることを常に想像していたことを話す。MJはピーターのスパイダーマンとしての活動は子供に悪い環境を与えるために生むことができず、結婚はできないと言う。これに同意したピーターとMJは「シビル・ウォー」の影響でメイおばさんが撃たれる事件まで結婚はしないものの恋人関係を続ける。病院でメイおばさんの心臓は一度止まるが、死を受け入れることを拒んだCPRを行うと彼女は奇跡的に蘇生する
メイおばさんの生存を知ったウィルソン・フィスクは今度はアンナおばさんの殺害をマスクの男に命じる。暗殺遂行の際に彼はMJに妨害されると標的を彼女に変更し、その後スパイダーマンによってマスクを剥がされ、正体がエディであることが判明する。スパイダーマンは傷ついたMJをドクター・ストレンジの元へと運び、彼は治癒魔法を彼女に施した。ピーターは市民から自分の正体の記憶を消すように頼む。ストレンジはピーターの正体が公になった責任の一端があるトニー・スタークとリード・リチャーズを呼び、会議を始める。
リチャーズとスタークは話し合いの末、ストレンジに合意し、彼らは自らやMJを含む全世界の人々から記憶を消去することを決定する。ピーターは自分だけは世界が変わる前の記憶を保持し続けるためにストレンジが作り出した結界に入ろうとする。しかしながら改変の直前、ピーターはMJも忘れさせないようにするために気絶していた彼女を結界内へ連れ込む。それから彼女はモーテルで目を覚まし、ピーターは何が起こったのかを説明する。MJは何故自分の記憶を消さなかったのかを問い詰める。MJは誰かがまたスパイダーマンの正体を知るのは時間の問題であり、そうなればまた自分の家族に危険が及ぶため、一緒には居られないと言う。そして現在、MJはピーターに前に進み、彼と一緒に居ることができる誰かを見つけなければならないと言う。屋上に立ったスパイダーマンは、彼女は自分を解き放った最高の友人であり、何があっても進んで行くことができ、今日は新しい日（ブランニュー・デイ）のように感じると言う。

## 評価
- 1号目はIGNで10点満点中5.5点[7]、Comic Book Resourcesで5点満点中3.5点となった[8]。
- 2号目はIGNで10点満点中6.0点[9]、Comic Book Resourcesで5点満点中3.5点となった[10]。
- 3号目はIGNで10点満点中6.5点[11]、Comic Book Resourcesで5点満点中3点となった[12]。
- 4号目はIGNで10点満点中6.5点[13]、Comic Book Resourcesで5点満点中2.5点となった[14]。